# Size Up
Size up（さいずあっぷ）は、
椎名へきると木根尚登で結成されたユニットであるひだまりの1枚目のシングル。2006年4月26日、Sony Recordsより発売。

## 概要
c/wの「嵐のち晴れ〜そして…ひだまり。〜 Version」は、2001年の椎名へきるの21枚目のシングル『嵐のち晴れ』の新たなバージョン。

## 収録曲
1. Size up
  - 作詞：Satomi、作曲：木根尚登、編曲：大坪稔明
2. 嵐のち晴れ 〜そして…ひだまり。〜 Version
  - 作詞：田中花乃、作曲：木根尚登、編曲：大坪稔明
3. Size up
4. 嵐のち晴れ 〜そして…ひだまり。〜 Version (backtracks)